# Juana Alarco de Dammert
Juana Alarco Espinoza de Dammert (Lima, 27 de mayo de 1842-Lima, 2 de agosto de 1932) fue una filántropa y benefactora de la niñez peruana, conocida como La Abuelita de los Niños. Fundó la Sociedad Auxiliadora de la Infancia, que promovió la creación de una Escuela Maternal para el cuidado y la enseñanza de niños huérfanos de 7 a 12 años de edad, así como la primera cuna maternal para hijos de las madres trabajadoras. En ese sentido fue precursora de los servicios de asistencia social. En su honor a su memoria dos instituciones públicas educativas o colegios nacionales de Lima llevan su nombre: la Institución Educativa Juana Alarco de Dammert (Cercado de Lima) y la Institución Educativa Emblemática 6050 Juana Alarco de Dammert (Miraflores).

## Biografía
Fue hija de Julián Alarco Garavito y de Mercedes Espinoza. Estudió en la escuela regentada por Cruz Andrade de Noel, y completó su educación con lecciones privadas de francés y de música.

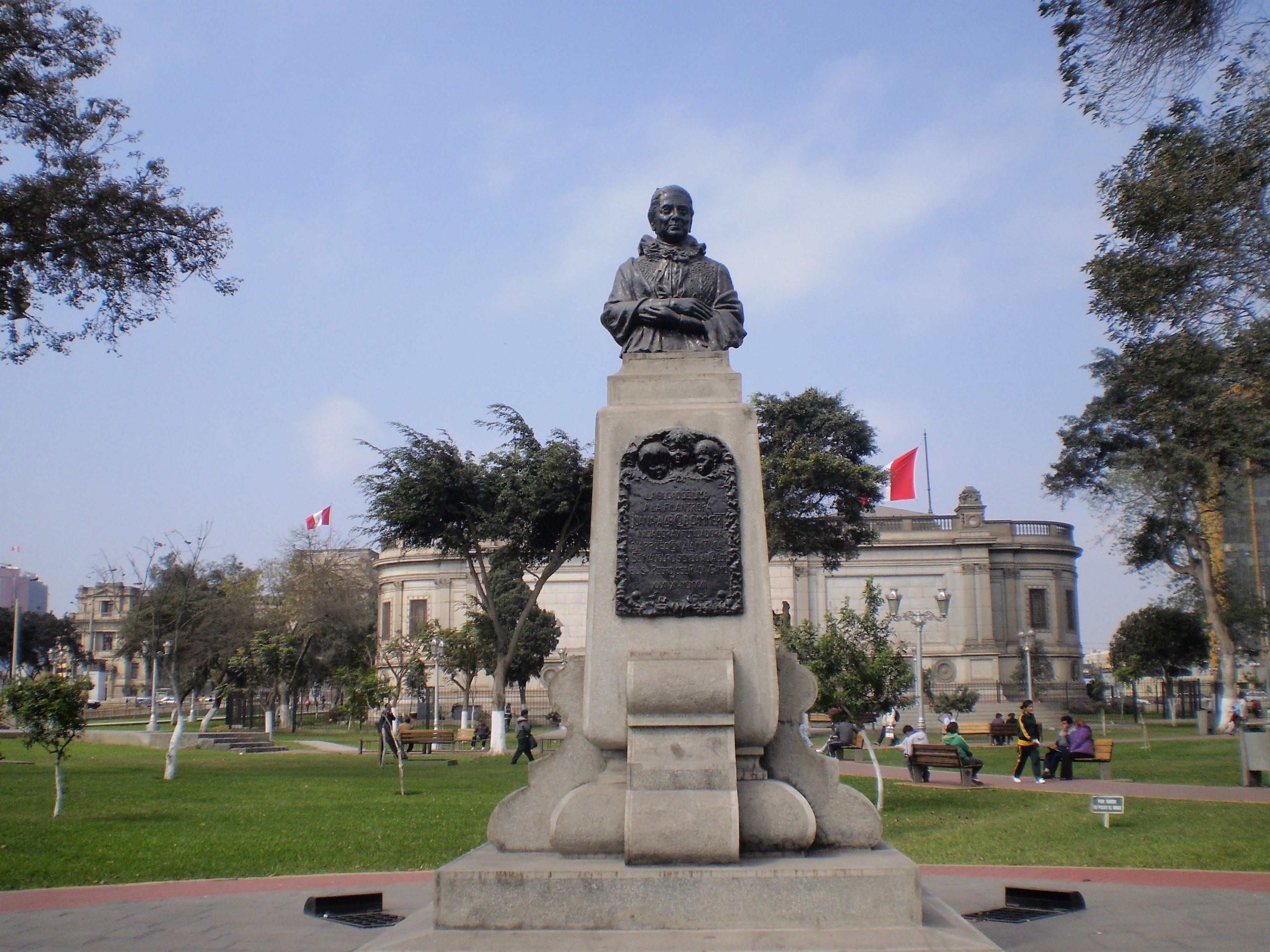
Obra del escultor peruano David Lozano fue inaugurada el 31 de diciembre de 1922.

Contrajo matrimonio el 31 de diciembre de 1861, en la iglesia el Sagrario de la Catedral de Lima, con Juan Luis Dammert Amsink, un prominente comerciante alemán. Viajó seguidamente a Francia y en París cultivó su personalidad mediante la lectura, y se interesó por la atención médica social a la madre y el niño. Al regresar al Perú en 1886, hubo de atender a la restauración de los estragos que la guerra y la ocupación extranjera causaran en sus bienes familiares. Ese mismo año, sufrió la muerte de su primogénito nacido en 1865, y concibió la necesidad de promocionar un movimiento de solidaridad social en favor de las madres y de los niños desvalidos.
En octubre de 1894, formó una sociedad llamada Auxiliadora para asistir a los heridos en los hospitales y a los presos en las casamatas. Recibió apoyo del presidente Andrés A. Cáceres y prestó invalorables servicios durante la guerra civil que ensangrentó las calles de Lima en 1895. En esta ocasión, instaló una ambulancia en la Plazuela del Teatro, que contó con 50 camas y tuvo que atender a 227 heridos. Durante los dos meses siguientes continuó como hospital de sangre provisional.
Al finalizar la guerra civil, todos regresaron a casa, pero fue entonces cuando quedó patente el desamparo de los niños que habían quedado huérfanos. Imbuido de un noble espíritu de solidaridad hacia los desvalidos, Juana convocó la colaboración de las damas de la sociedad, e impulsó el nacimiento de la Sociedad Auxiliadora de la Infancia, a la que habría de dedicar el resto de su vida. A través de dicha institución promovió la creación en 1896 de una Escuela Maternal, que se instaló en la calle Tayacaja, donde recibirían alimentación y enseñanza niños de siete años a doce años. Con tal fin, numerosas voluntarias fueron capacitadas como maestras, y como anexo se abrió un consultorio de atención médica gratuita. Como maestras destacaron Luisa Beausejour, Elvira García y García, y la propia hija de Juana, Luisa Dammert. Como no fuera suficiente las donaciones obtenidas para mantener esta obra, organizó la primera kermés benéfica el 21 de octubre de 1900.
Sobre un terreno donado por la Beneficencia Pública fundó en 1902 la primera cuna materna para atender durante el día a los hijos de las madres trabajadoras. Esta cuna o guardería, que se instaló en la entonces calle Los Naranjos, en Barrios Altos, sirvió de ejemplo para superar la antigua casa de expósitos. Asimismo, inició la distribución de leche en las escuelas fiscales, convirtiéndose así en la precursora de los desayunos escolares. Promovió también el envío de los niños pobres a las playas y a otros lugares recreacionales, e insistentemente demandó un hospital destinado a la atención de los mismos.
Su tenacidad rindió frutos. Para sostener y ampliar su obra en beneficio de la niñez, el gobierno organizó la Junta de Defensa de la Infancia. En 1927 fue fundado el Hospital del Niño.
Al celebrarse las bodas de plata de la Sociedad Auxiliadora de la Infancia (1919), se brindó reconocimiento público a la labor de Juana Alarco de Dammert y, tres años después, la municipalidad de Lima inauguró una estatua suya, en una plaza pública que hoy lleva su nombre, como testimonio de su labor benefactora de la infancia peruana.

## Descendencia
Juana Alarco y Juan Luis Dammert tuvieron los siguientes hijos:
- Juan Enrique Dammert Alarco, casado con Victoria Elguera Seminario.
- Guillermina Dammert Alarco, casada con Eduardo Dibós Pflücker. De este matrimonio descienden Eduardo Dibós Dammert, Eduardo Dibós Chappuis, Eduardo Dibós Silva, Denisse Dibós Silva, Francisco Boza Dibós y Beatriz Boza Dibós.
- Francisco Dammert Alarco, casado con Rosina Muelle de la Torre-Ugarte. De este matrimonio nace Miguel Dammert Muelle. Descienden también Alfredo Dammert Lira, Claudia Dammert Herrera y Johanna San Miguel Dammert.[3]
- Augusto Dammert Alarco, casado con María Victoria León Porta. Tuvieron como hijo al diplomático Augusto Dammert León.
- Mercedes Dammert Alarco, casada con Óscar Ramos Cabieses.
- Enrique Dammert Alarco, casado con Rebeca Bellido Vivanco. De este matrimonio descienden José Dammert Bellido y Manuel Dammert Ego-Aguirre.
- Adolfo Dammert Alarco, casado con Ana Tode Pusch.

## Monumento
El busto de la dama fue fundido en la Escuela de Artes y Oficios en 1922, de un modelo artísticamente en bronce, pintado de negro, con 100 centímetros de alto, 78 de ancho y 99 de fondo. El busto la retrata de medio cuerpo y posición frontal, con los brazos cruzados sobre el abdomen, viste blusa con encaje y bordados, cuello con bobos, y manto sobre los hombros, lleva el cabello recogido en un moño.
El busto descansa sobre un pedestal de granito que mide 245 centímetros de alto, 190 de ancho y 192 de fondo. El pedestal es de forma trapezoidal, colocado sobre un basamento cuadrangular en una plataforma circular de nueve metros de diámetro aproximadamente.
Una copia de la escultura original se encuentra ubicada en el Patio principal de la Institución Educativa Emblemática Juana Alarco de Dammert en Miraflores.
Su vida ha servido de inspiración a la Comunidad Educativa Juanalarquina quienes llevan como lema "Juanalarquinas nobles de corazón" encontrando en Juana Alarco de Dammert el ideario de: FÉ, NOBLEZA y AMOR A LA PATRIA.

### Concepción y fabricación de la escultura
En la sesión del Consejo Provincial de Lima del 20 de mayo de 1922, el alcalde Pedro José Rada y Gamio recibió la propuesta de concederle a Juana Alarco de Dammert una medalla de oro que simbolizara la gratitud de la ciudad de Lima a su benefactora, así como designar con su nombre uno de los parques de la capital y que en él se levantara un busto que le rinda homenaje.
El busto de Juana Alarco de Dammert fue inaugurado el 31 de diciembre de 1922 en presencia de la representada, quien en alguna oportunidad expresó: “El parecido es perfecto, pero la actitud con que me encuentro no refleja la realidad, pues yo, nunca en mi vida, anduve con los brazos cruzados” (Hamann 2015: 266).
Años más tarde, la Municipalidad de Lima instaló junto al monumento un parque de niños. Durante muchos años, se realizaron celebraciones masivas por el día de la Madre en este parque, rindiendo homenaje a la “abuelita de los niños”.